# Phobocampe lymantriae
Phobocampe lymantriae är en stekelart som beskrevs av Gupta 1983. Phobocampe lymantriae ingår i släktet Phobocampe och familjen brokparasitsteklar. Inga underarter finns listade i Catalogue of Life.